# Literarische Evolution
Literarische Evolution ist ein Konzept zur Erklärung literaturgeschichtlicher Entwicklung, das seinen Ursprung im Russischen Formalismus hat. Es zeichnet sich dadurch aus, keine äußeren Einflüsse (wie etwa politische, psychologische oder soziologische) in seine Erklärungsmuster einzubeziehen, sondern die Entwicklung der Literatur nur aus innerer Notwendigkeit herzuleiten. Wichtige Vertreter dieses Konzepts waren Juri Tynjanow und Wiktor Schklowski.

## Das Grundkonzept der literarischen Evolution
Innerhalb der Geschichte durchläuft die Literatur eine Entwicklung, während derer sie sich permanent verändert. Diese Veränderung ist notwendig, weil ästhetische Stilmittel mit der Zeit „verblassen“, das heißt ihre Neuheit und Originalität einbüßen und vom Leser dann aus Gewohnheit nicht mehr erkannt werden. Sie verlieren dadurch ihre Funktionalität. Nur neuartige Stilmittel, die von der herrschenden Norm abweichen, sind in der Lage, die Aufmerksamkeit des Lesers zu gewinnen; eine Veränderung der Formen ist also notwendig, um das Fortbestehen der Funktionen zu ermöglichen. Diese Veränderung der Formen wird von Schklowski mit dem russischen Begriff ostranenie bezeichnet und meist als „Verfremdung“ ins Deutsche übersetzt, darf jedoch nicht mit der Verfremdung im Sinne Bertolt Brechts verwechselt werden, da für die russischen Formalisten ausschließlich ästhetische Aspekte von Interesse sind.

## Entwicklung des Konzepts bei Tynjanow und Schklowski
Juri Tynjanow, der als einer der ersten den Begriff der literarischen Evolution verwendete, sah die Erforschung dieses Phänomens als einzigen Weg für die Literaturwissenschaft, ihrem eigenen wissenschaftlichen Anspruch gerecht zu werden. Ein Fehler der früheren literaturwissenschaftlichen Forschung bestand seiner Ansicht nach darin, dass sie sich zu sehr an der Form literarischer „Kunstmittel“ (russ. priem) orientierte und daraus literarische Traditionen ableitete, die in der Weiterführung dieser Formen bestanden. Für Tynjanow ist dieser Begriff der Tradition aber eine unzulässige Abstraktion. In seinem Modell einer literarischen Evolution sind die Formen der Kunstmittel selbst nicht entscheidend, sondern die Funktionen, die sie in einem Werk haben. Literarische Kunstmittel lassen sich also nicht gesondert betrachten, sondern nur in ihren Kontexten. Dabei sind zwei verschiedene Kontexte entscheidend: erstens erfüllt jedes literarische Element eine Funktion innerhalb des Werks, in dem es auftritt, zweitens erfüllt es eine Funktion innerhalb der Literaturgeschichte. Jedes Kunstmittel muss deshalb im Hinblick auf seine Rolle innerhalb dieser beiden „Systeme“ analysiert werden und kann niemals isoliert betrachtet werden.
Aus dieser Sichtweise folgt für Tynjanow, dass äußere Einflüsse, die auf einen Autor einwirken, keinen entscheidenden Einfluss haben: die Elemente seines Werks ordnen sich mit einer gewissen Notwendigkeit an, die an ihre Funktionen gebunden ist. Äußere Einflüsse können sich also nur auswirken, wenn die Voraussetzungen dafür im Werk und innerhalb der Literaturgeschichte ohnehin gegeben sind. Auch die Absicht, die ein Autor verfolgt, spielt keine Rolle, da sie sich ebenfalls dieser Notwendigkeit unterordnen muss. Dadurch wird der Begriff der „schöpferischen Freiheit“ für Tynjanow unmöglich.
Etwas weniger radikal argumentiert Wiktor Schklowski, der sich nicht grundsätzlich gegen jede Bedeutung ideologischer Prägung seitens des Autors ausspricht, sondern nur von einem Vorrang der Ästhetik ausgeht. Er betont, dass jede eigene Idee eines Autors nutzlos wäre, wenn sie sich nicht den formellen Notwendigkeiten unterordnet.  Als Beweis für die relative Unabhängigkeit der Literatur von äußeren Einflüssen führen sowohl Tynjanow als auch Wiktor Schklowski an, dass viele Völker unabhängig voneinander ähnliche Mythen und Erzählungen entwickelt haben. Ein Literaturbegriff, der in erster Linie von kulturellen und sozialen Prägungen ausgehe, könne diesen Umstand nicht erklären.

## Rezeption
Kritik am Begriff der literarischen Evolution kam zuerst aus dem Lager der marxistischen Literaturtheorie, die der Ansicht heftig widersprach, soziale Einflüsse hätten keinen – oder nur geringen – Einfluss auf die Entwicklung der Literatur. Leo Trotzki widmete in seinem Buch Literatur und Revolution der Kritik am Russischen Formalismus ein ganzes Kapitel, in welchem dem Konzept der literarischen Evolution eine wichtige Rolle zukommt. Trotzki erkennt das Konzept zwar als nützliches Hilfsmittel für die Analyse von Texten an, spricht ihm aber den Stellenwert einer vollwertigen Theorie ab, da es das Aufgabengebiet der Literaturwissenschaft auf statistische Auswertungen und beschreibende Analysen beschränke und die Entwicklung einer weiter reichenden Kunstphilosophie nicht ermögliche. Er widersprach Tynjanow und Schklowski darin, die Ähnlichkeit von Mythen und Erzählungen verschiedener Völker sei ein Beweis für deren Unabhängigkeit von sozialen Umständen, und führte sie vielmehr auf kulturellen Austausch zurück.

### Primärtexte
- Jurij Tynjanov: Die literarischen Kunstmittel und die Evolution in der Literatur, Suhrkamp: Frankfurt am Main (1967)
- Wiktor Schklowski: Von der Ungleichheit des Ähnlichen in der Kunst, Hanser: München (1972)

### Sekundärtexte
- Victor Erlich: Russischer Formalismus, Hanser: München (1964)
- Jurij Striedter: Literary Structure, Evolution, and Value, Harvard University Press: Cambridge, Massachusetts (1989), ISBN 0-674-53653-3
- Tony Bennett: Formalism and Marxism, Methuen: London (1979), ISBN 0-416-70870-6
- Aleksander Flaker (Hrsg.): Formalismus, Strukturalismus und Geschichte, Scriptor: Kronberg (1974), ISBN 3-589-00059-7